# Capilla Blanca, San Miguel de Allende
Capilla Blanca är en ort i Mexiko.   Den ligger i kommunen San Miguel de Allende och delstaten Guanajuato, i den centrala delen av landet, 250 km nordväst om huvudstaden Mexico City. Capilla Blanca ligger 1 876 meter över havet och antalet invånare är 151.
Terrängen runt Capilla Blanca är huvudsakligen platt, men åt nordväst är den kuperad. Capilla Blanca ligger nere i en dal som går i nord-sydlig riktning. Runt Capilla Blanca är det ganska tätbefolkat, med 96 invånare per kvadratkilometer. Närmaste större samhälle är San Miguel de Allende, 16,1 km sydost om Capilla Blanca. Trakten runt Capilla Blanca består i huvudsak av gräsmarker.